# Radu-Iulian Molnar
Radu-Iulian Molnar (n. 21 august 1982, Iara, România) este un inginer software român și fost politician, care a fost membru al Camerei Deputaților în perioada 2020-2024. 
Ocazional transmite pe Twitch.